# Winds of Chance
Winds of Chance è un film muto del 1925 diretto da Frank Lloyd. La sceneggiatura di J.G. Hawks si basa sull'omonimo romanzo di Rex Beach pubblicato a Londra e a New York nel 1918.

## Trama
Pierce Phillips, accorso in Alaska per partecipare alla corsa all'oro, perde tutto il suo denaro con un biscazziere. Deve così trovarsi un lavoro presso la contessa Courteau, una bella donna di cui presto si innamora. Ma, lei gli confessa di essere già sposata e lui, con il cuore spezzato, torna a Dawson. Lì, viene accusato di essere l'autore di una rapina da parte del conte Courteau e da Laura, una vamp che spalleggia il conte. Quest'ultimo viene ucciso e Pierce viene accusato dell'omicidio. Salvato una prima volta dalla contessa, Pierce viene poi scagionato dalla polizia a cavallo che scopre il vero assassino. Pierce ora è libero insieme alla sua contessa.

## Produzione
Il film fu prodotto dalla First National Pictures. Venne girato in gran parte in Canada, al Banff National Park, a Dawson nello Yukon e a Lytton, nella Columbia Britannica. Alcune riprese furono effettuate a Wallowa, nell'Oregon.

## Distribuzione
Il copyright del film, richiesto dalla First National Pictures, Inc., fu registrato il 20 agosto 1925 con il numero LP21736.

Distribuito dalla First National Pictures, venne presentato in prima a New York il 16 agosto 1925. Uscì nelle sale il 30 agosto.
Copie incomplete della pellicola si trovano conservate negli archivi del George Eastman House di Rochester, dell'UCLA Film And Television Archive di Los Angeles, del National Archives Of Canada di Ottawa.